# الرجولة عماد الخلق الفاضل (كتاب)
الرجولة عماد الخلق الفاضل كتاب تضمن محاضرة للأديب والشاعر السعودي حمزة شحاتة ألقاها في جمعية الإسعاف الخير في مكة المكرمة عام 1359هـ، واستغرق إلقاؤها أربع ساعات. وقد صدرت المحاضرة في كتاب بعد وفاة شحاتة وحظيت باهتمام واسع من الدارسين والباحثين، إذ شكل مضمونها موضوعاً فلسفياً وفكرياً يتم تناوله لسنوات في الحياة الثقافية السعودية، لما تحمله من جدّة في المضمون تبلغ حد الصدمة.

## أهمية الكتاب
يقول الدكتور عبد الله الغذامي عن أهمية محاضرة / كتاب (الرجولة عماد الخلق الفاضل): "المحاضرة في ذاتها تمثل حدثاً أدبياً صادماً في مسيرة الأدب الحديث في الحجاز. وذلك لجرأتها وقوتها وجبروت فكرها بالنسبة لزمن إلقائها، إذ لم يكن المجتمع الأدبي في مكة عام 1359هـ (1939م) مجتمعاً جدلياً يأخذ الفكر أخذاً تجريدياً، وهو ما حاوله حمزة شحاتة في محاضرة التي أخذ إلقاؤها أربع ساعات ظل الحاضرون مسلوبي الألباب ببلاغة شحاتة أسلوباً وفكراً المهم أن المحاضرة حدث أدبي قلب كل الموازين في المجتمع.
وفي نفس صاحبها. فقد كان للمحاضر سلطان على شحاتة استحوذ عليه وحوله أخيراً إلى وجهة جديدة في حياته في 1363هـ حيث خرج من الحياة وهو فيها، فصَلَ بين روحه ومطالبها، بين جسده ونزواته، قبل أن يتولى الموت ذلك".
وكذلك رأى الباحثون في محاضرة (الرجولة عماد الخلق الفاضل) بيانًا شاملًا إلى الأمة من مفكر نهضوي وتنويري، وأنها كانت «رصاصته الأخيرة، كمثقف عميق وشجاع ومبدع؛ إذ كان يكتبها وهو يتحسس رأسه رمزيًّا وحياته معنويًّا، ولكنه كان مصرًّا على الجهر بها في ذلك المشهد الجماهيري الكبير، فكانت كتابًا وبلاغًا قرأه مدة خمس ساعات متواصلة، قوبل خلالها بعض فقراتها بالتصفيق الحاد لأكثر من ثلاثين مرة».
ويتحدث الدكتور محمد مريسي الحارثي عن أهمية المرحلة التاريخية التي ألقى فيها شحاتة محاضرته فيقول: «اللحظة التاريخية التي أعد فيها شحاتة محاضرته كانت لحظة بناء، واصلاح في مناشط الحياة جميعها بعد توحيد المملكة العربية السعودية في كيان واحد لم يمض على تكوينه سوى بضع سنين، وكان من أهم مفردات البناء والإصلاح خلق المواطن المشكل تشكيلاً يناسب المرحلة المتصورة، وينتقل بالحياة الاجتماعية من طور التخلف إلى طور المدنية كما يمارسها غير شعب، وحضارة في هذه المرحلة. وهذه النقلة الحضارية النوعية التي كان يبحث عنها حمزة شحاتة كلفته عناء قراءة التراث الإنساني الباحث في ايجابيات قيم الحضارات، منذ حياة الإغريق ومروراً بتنظيرات بعض الفلاسفة، وصولاً إلى صور من مدنيات العصر الحديث عند الدول المتقدمة مدنياً».

## اقتباسات من الكتاب
«تضيق حرية الفرد كلما تقدمت أطوار الجماعة اجتماعياً، وكلما تكاثرت الروابط الاجتماعية واتسعت الحدود لحرية الجماعة فيها. لا يعود من مصلحة الجماعة، إطلاق الحرية للفرد، أو للأقليات، فتنشأ شرائع وضعية، يضعها الأقوياء، المسيطرون على الجماعة، تكون خلاصة لشرائعه الأدبية، التي تصبح بالتدريج معتقداً عاماً».

«وقد أصبح الكذب، وما ولد من رذائل المكر والخداع والمداهنة، والتصنع، والمداورة، والرياء، قانون الحياة الاجتماعية. ونحن نمتدح بصدق الوعد في الرجل المرجو، ولكنا نكره ألا يعدنا بتحقيق مطالبنا، حتى إن كان تحقيقها غير ممكن. والرجل إذا قال هذا غير ممكن كنا له أشد كرهاً.. نحب أن يعد ولو لم يفِ لأن الصدق في هذا الموقف تخييب قاطع للأمل، والوعد الكاذب عزاء، ولو باطل».